# Torii Kiyotada
Torii Kiyotada (鳥居 清忠?; fl. XVIII secolo) è stato un pittore e incisore giapponese, rappresentante del genere ukiyo-e.

## Biografia
La biografia di Torii Kiyotada, presenta numerose lacune, a partire dalla data di nascita. Membro della scuola Torii, fu attivo dagli anni immediatamente precedenti al 1720 sino al 1744-1745. Fu uno dei principali allievi di Torii Kiyonobu I, e si distinse come innovatore, adottando tra i primi le tecniche urushi-e e beni-e.